# Oana Ștefănescu
Oana Ștefănescu (n. 19 noiembrie 1960, București, Republica Populară Română – d. 23 ianuarie 2021, București, România) a fost o actriță română de teatru și film.

## Biografie
Oana Ștefănescu s-a născut în data de 19 noiembrie 1960, la București. A absolvit Institutul de Artă Teatrală și Cinematografică „I.L. Caragiale” din București în anul 1987. din 1990 a lucrat ca actriță la Teatrul Odeon. A fost căsătorită cu actorul Ionel Mihăilescu.

## Filmografie
- Un oaspete la cină (1986)
- Figuranții (1987)
- Minte-mă frumos (2012) - Virginica

- Bilet de iertare (2020)
- Scurtcircuit (2017)
- Minte-mă frumos în Centrul Vechi (2016) - Virginica
- Funeralii fericite (2013)
- Efectul Genovese (2012) - Adina
- Poker (2010) - asistentă
- Cu un pas înainte (2007) - Maria Leonte
- Frankenstein & the Werewolf Reborn! (2005) - Herstner
- Sindromul Timișoara (2004)
- Manipularea (2000)
- Dușmanul dușmanului meu (1999)
- Frankenstein Reborn! (1998) - Herstner
- Talisman (1998) - dna. Greynitz
- Mincinosul (1995)
- Balanța (1992)
- Înnebunesc și-mi pare rău (1992) - Mariana
- Nelu (1988) - Pistruiata
- Vara cu Ana (1988)
- Rămân cu tine (1982)

## Decesul
A decedat în seara zilei de 23 ianuarie 2021, la vârsta de 60 de ani.